# 田尻常雄

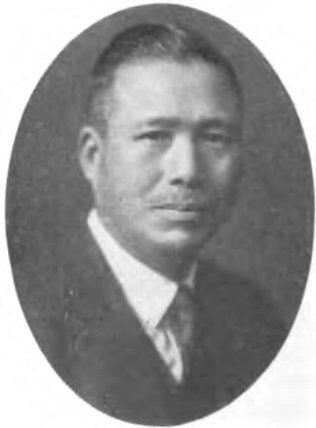
田尻常雄

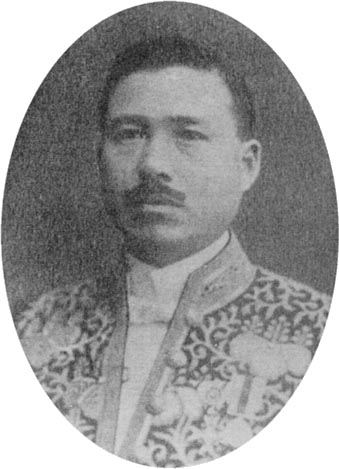
田尻常雄

田尻 常雄（たじり つねお、1876年12月25日 - 1957年4月18日）は、日本の商学者。大正から第二次世界大戦中まで、第4代長崎高等商業学校（現長崎大学）校長、初代横浜高等商業学校（現横浜国立大学）校長を務め、戦後は東京経済大学理事長、学長などを歴任した。正三位。

## 経歴
熊本県熊本市出身。
1901年、東京高等商業学校（現一橋大学）専攻科を卒業。1901年から1908年まで大倉商業学校で教鞭を執る。
1908年に長崎高等商業学校（現長崎大学）教授となり、1920年に第4代校長となった。1923年に新設された横浜高等商業学校（現横浜国立大学）の初代校長に転じ、1943年までその座にあった。この間、1921年勲四等瑞宝章受章。1927年に高等官一等に、1930年に正四位に、1935年に従三位に叙された。また、太平洋戦争が始まった1941年からは横浜高等商業学校内に設立された太平洋貿易研究所の所長を兼務し、各務財団から助成を受けて南洋諸島、アメリカなどの産業貿易の調査研究を進めた。
田尻は大柄で、長崎高商の一教授に過ぎなかった頃から校長と間違われることがあり、学生からは「見かけ倒しの田尻さん」と称されていたといい、また、財界人との社交にも巧みで学生の就職の面倒見もよく「就職の神様」とも呼ばれていた。
1943年に退官し、正三位に叙された。1948年、新制大学への昇格を目指して運動していた大倉経済専門学校に理事長として招かれ、1949年の東京経済大学への昇格を経て1957年3月まで理事長の座に留まり、1953年12月以降の最後の3年余りには、学長も兼務した。
1957年には第5回（昭和31年度）横浜文化賞を受賞した。
横浜国立大学の常盤台キャンパスには、田尻の胸像が設置されている。

## 栄典
勲章
- 1942年（昭和17年）9月8日  - 勲一等瑞宝章[13]